# Cautires mao
Cautires mao is een keversoort uit de familie netschildkevers (Lycidae). De wetenschappelijke naam van de soort werd in 2000 gepubliceerd door Sergey Vasiljevich Kazantsev.